# Томский областной онкологический диспансер
Томский областной онкологический диспансер — медицинское учреждение, специализирующееся на оказании онкологической помощи населению Томской области, жителям регионов РФ и стран СНГ.

## История
В 1938 г. в Томске на базе филиала Всесоюзного центрального онкологического института был открыт онкологический диспансер, где заработали кожное, гинекологические и хирургические отделения.
В это же время на базе нового учреждения, была открыта приватная доцентура по онкологии Томского медицинского института. Консультативную и лечебную помощь онкологическим больным оказывали знаменитые томские профессора А. Г. Савиных, А. Г. Фетисов, Б. С. Пойзнер, К. Н. Зиверт и др. Уже до начала войны в его стенах проводилось не только оперативное лечение, но и лучевая терапия.
В 1944 году, с образованием Томской области онкологический диспансер получил статус областного учреждения.
В 1945 году Совнарком и Наркомздрав приняли постановление «Об улучшении и развитии онкологической службы». Это ознаменовало новый этап в становлении специализированной онкопомощи в СССР и, в частности, в Томске. В хирургическом отделении онкодиспансера началась усиленная разработка хирургического и комбинированного (сочетание радикальной мастэктомии с лучевой терапией) лечения рака молочной железы, а также развитие хирургии рака желудка, ободочной и прямой кишок. Активизировалась работа поликлиники, клинической и патологоанатомической лабораторий, рентгено-радиологического отделения. Ежедневно в рентгено-радиологическом отделении проходили лечение с помощью радия и мезатория в иглах с золотым фильтром 6-8 пациентов с раком нижней губы, шейки матки, полости рта.
В 1950 году в Томском областном онкологическом диспансере было положено начало лечению лимфогранулематоза, рака яичников и химиотерапии.
Кроме повседневной работы, сотрудники диспансера вели огромную организационно-методическую, консультационную работу в лечебных учреждениях. Благодаря их усилиям в 1960 году в области действовало 20 онкологических и 20 смотровых кабинетов.
Амбулаторный прием резко увеличился в 1973 году, когда областной онкодиспансер получил в свое распоряжение трёхэтажное здание, приспособленное под амбулаторно-поликлиническое отделение с пансионатом для приезжих больных. С расширением площадей увеличились возможности и хирургического отделения.
В 1974 году на базе диспансера был организован курс, а впоследствии и кафедра онкологии Томского медицинского института (1977 г.), который возглавил профессор Г. И. Коваленко.
Сотрудниками диспансера всегда соблюдался принцип хирургической школы Г. И. Савиных: бережное отношение с тканями и органами, анатомичность оперирования, тщательность лигирования тканей.

## Структура
В состав Томского областного онкологического диспансера (ТООД) входят три амбулаторно-диагностических отделения, клинико-диагностическая лаборатория, отдел лучевой диагностики, патологоанатомическое отделение, онкологическое, радиотерапевтическое, анестезиологии и реанимации, рентгенодиагностики, телемедицины, противоопухолевой лекарственной терапии и отделение внутрипросветной эндоскопической диагностики.
Кроме того, в составе диспансера действуют несколько кластеров:
- Максим Юрьевич Грищенко, главный врачонкоурологическая группа;
- онкохирургической группа;
- онкогинекологическая служба;
- онкомаммологическая служба.

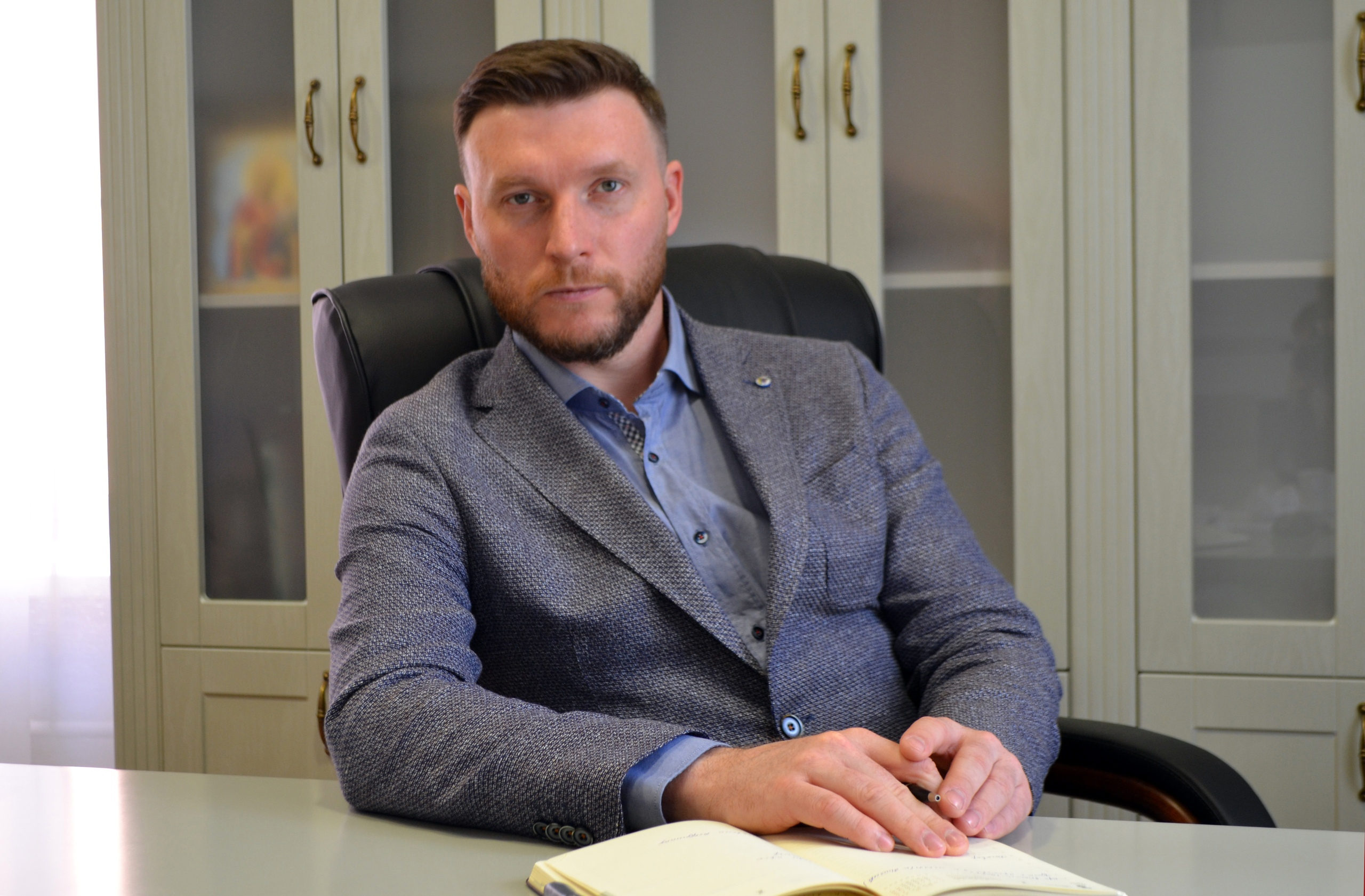
Максим Юрьевич Грищенко, главный врач

Патологоанатомическое отделение является референсным центром, то есть ведущей организацией Томской области по морфологической диагностике онкологических заболеваний.

## Специализированные корпуса

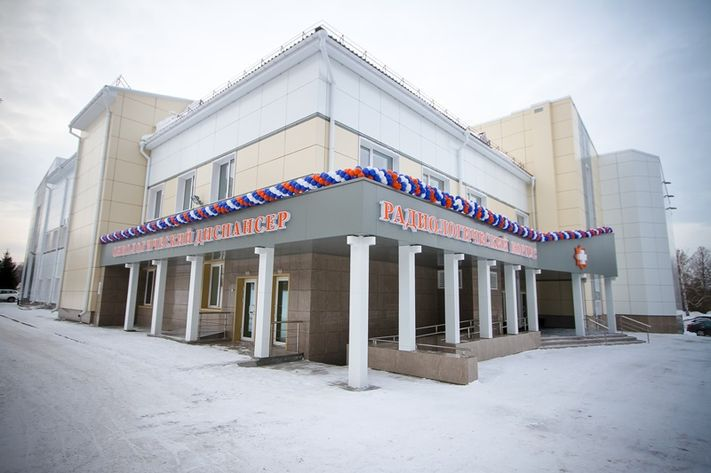
Радиологический корпус ТООД

В 2015 году открылся радиологический каньон ТООД, который был построен за полтора года за счет финансирования из областного и федерального бюджетов. Затраты на строительство корпуса составили 357 миллионов рублей, затраты на оборудование — 457,2 миллиона.
В рамках национального проекта «Здравоохранение» в Томске запланировано окончание строительства специализированного хирургического корпуса. Там расположится приемное отделение, консультативно-поликлиническое отделение, диагностическая служба, отделение общей онкологии на 35 коек, отделение детской онкологии на 15 коек, отделение торако-абдоминальной онкологии на 35 коек, отделение колопроктологии и онкоурологии на 35 коек, отделение реанимации и интенсивной терапии на 12 взрослых хирургических коек и 3 детских, центральное стерилизационное отделение, операционное отделение.

## Галерея

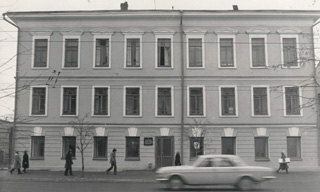
Главный корпус, 1980-е
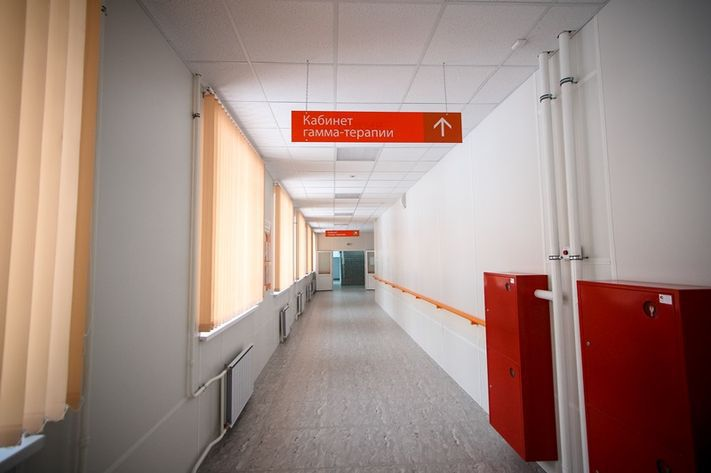
Радиологический корпус
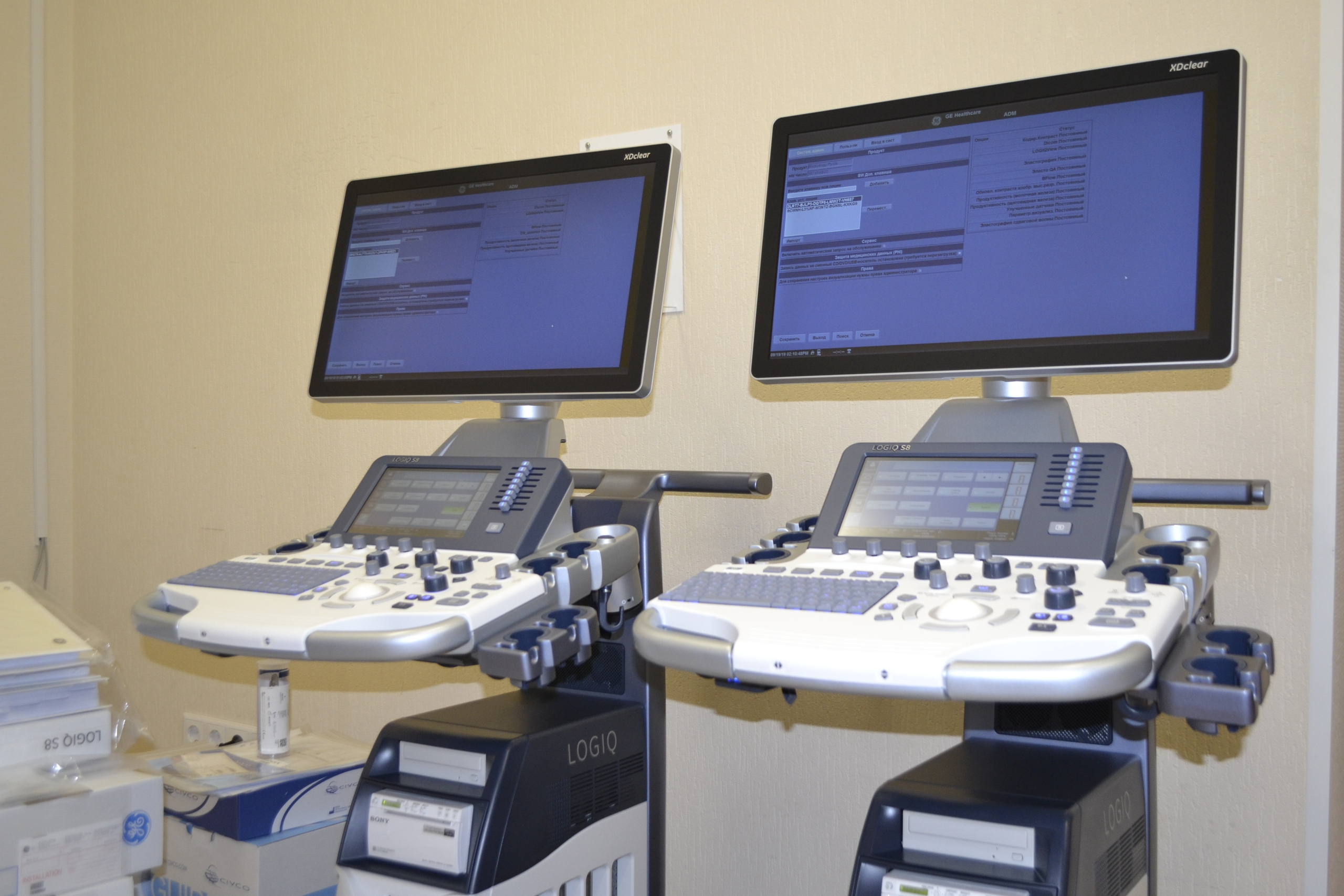
Аппарат УЗИ
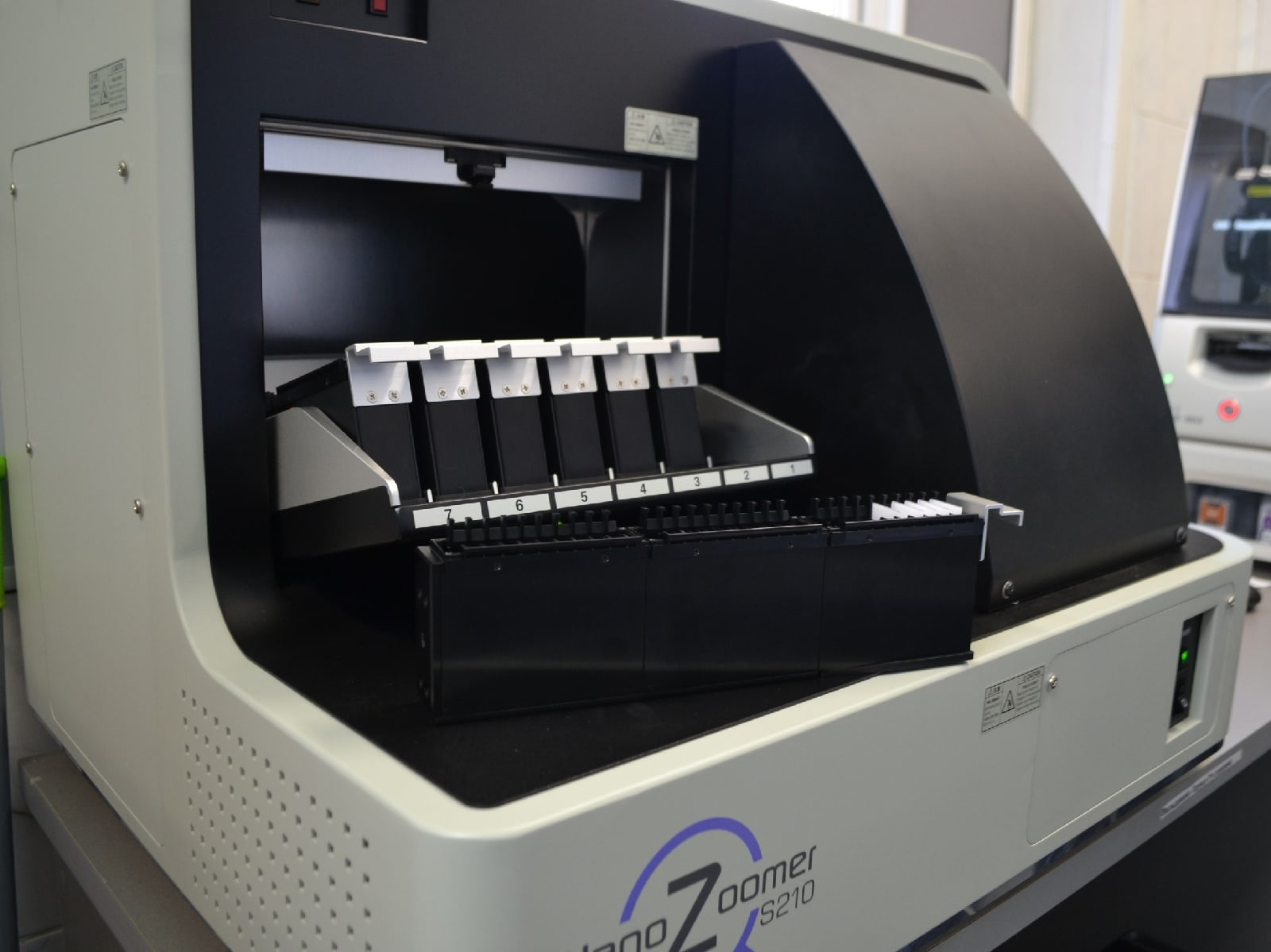
Цифровой сканер для лабораторных исследований
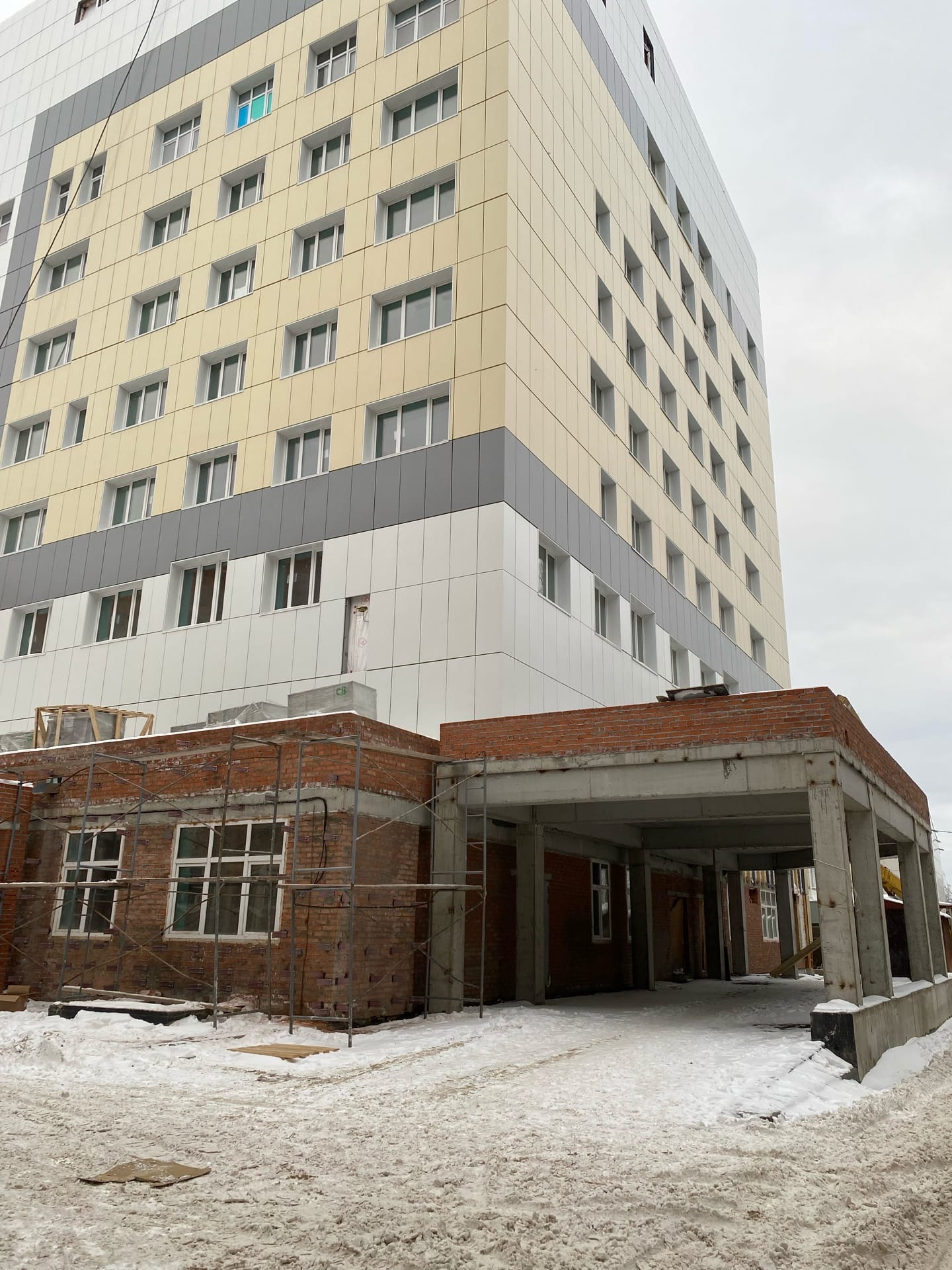
Завершающий этап строительства хирургического корпуса
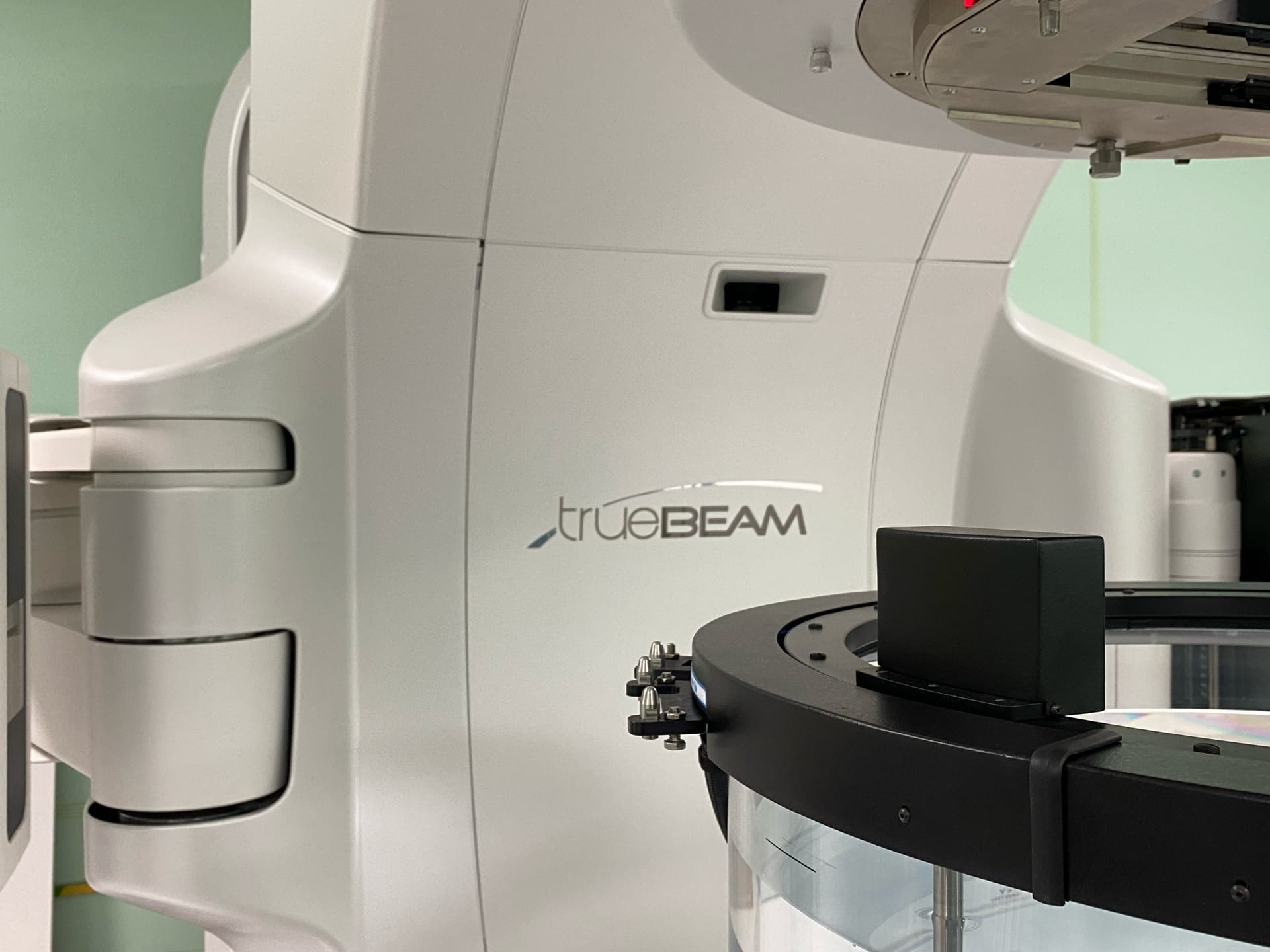
Линейный ускоритель нового поколения
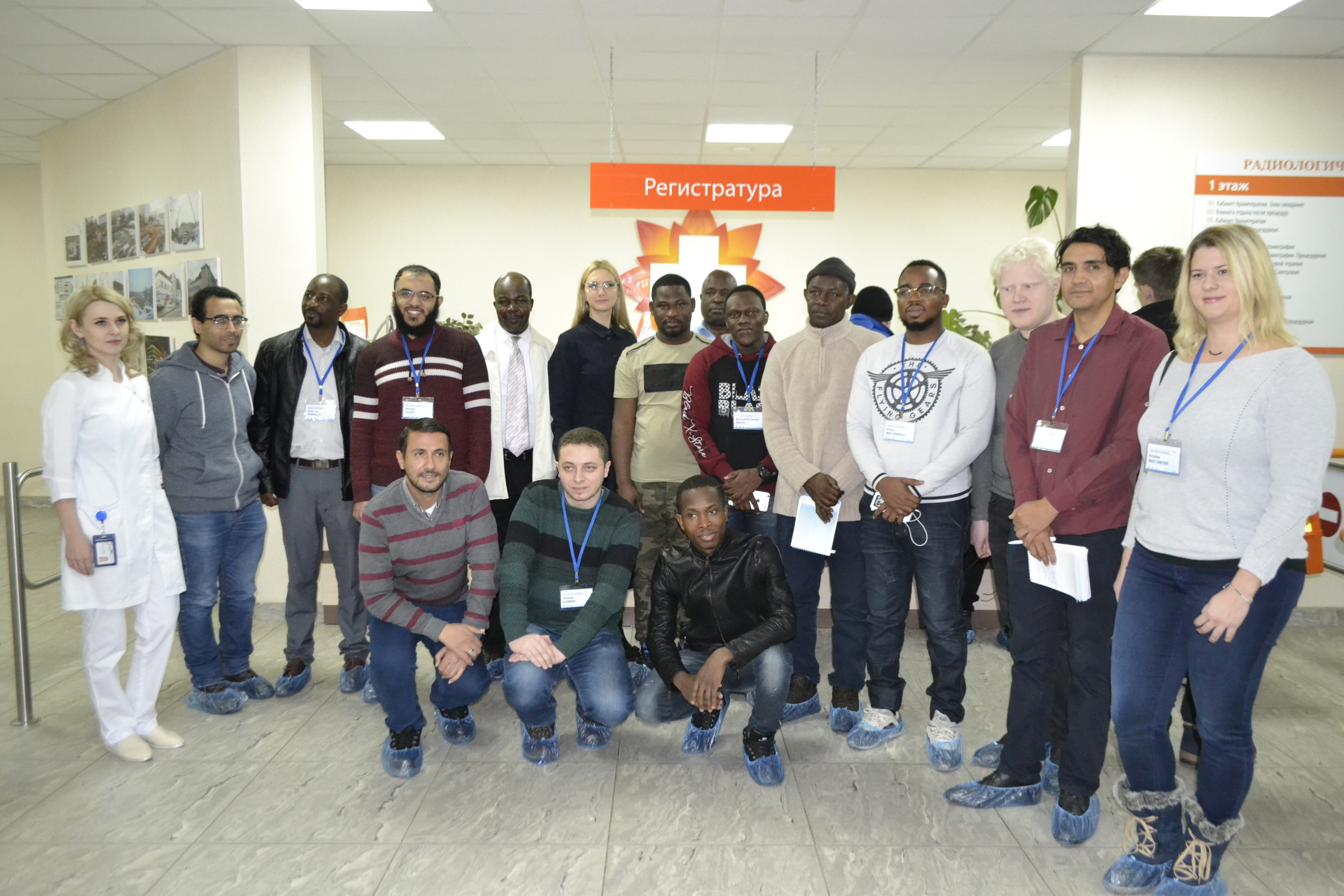
Иностранные студенты на практике в диспансере
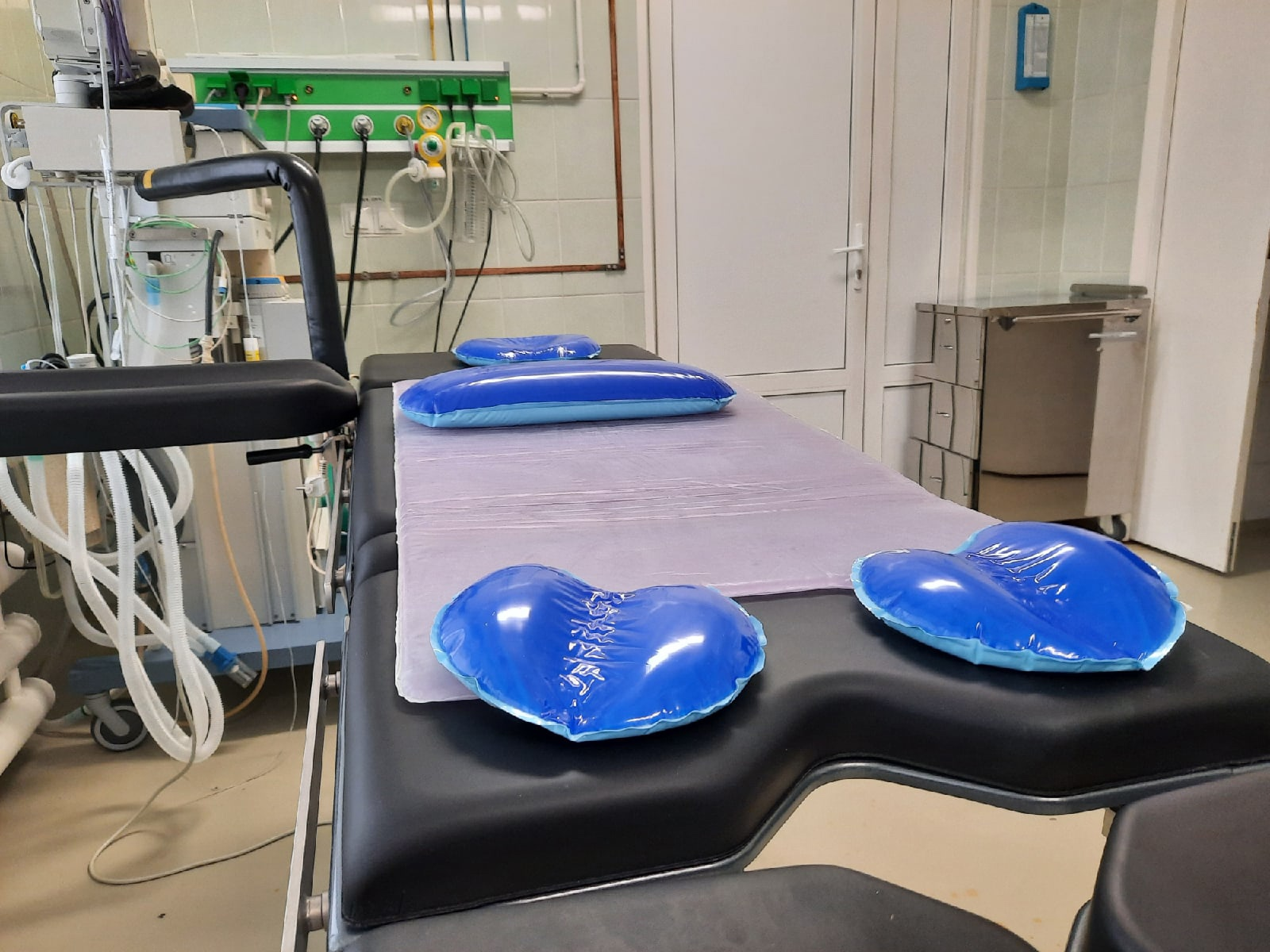
Современный операционный стол
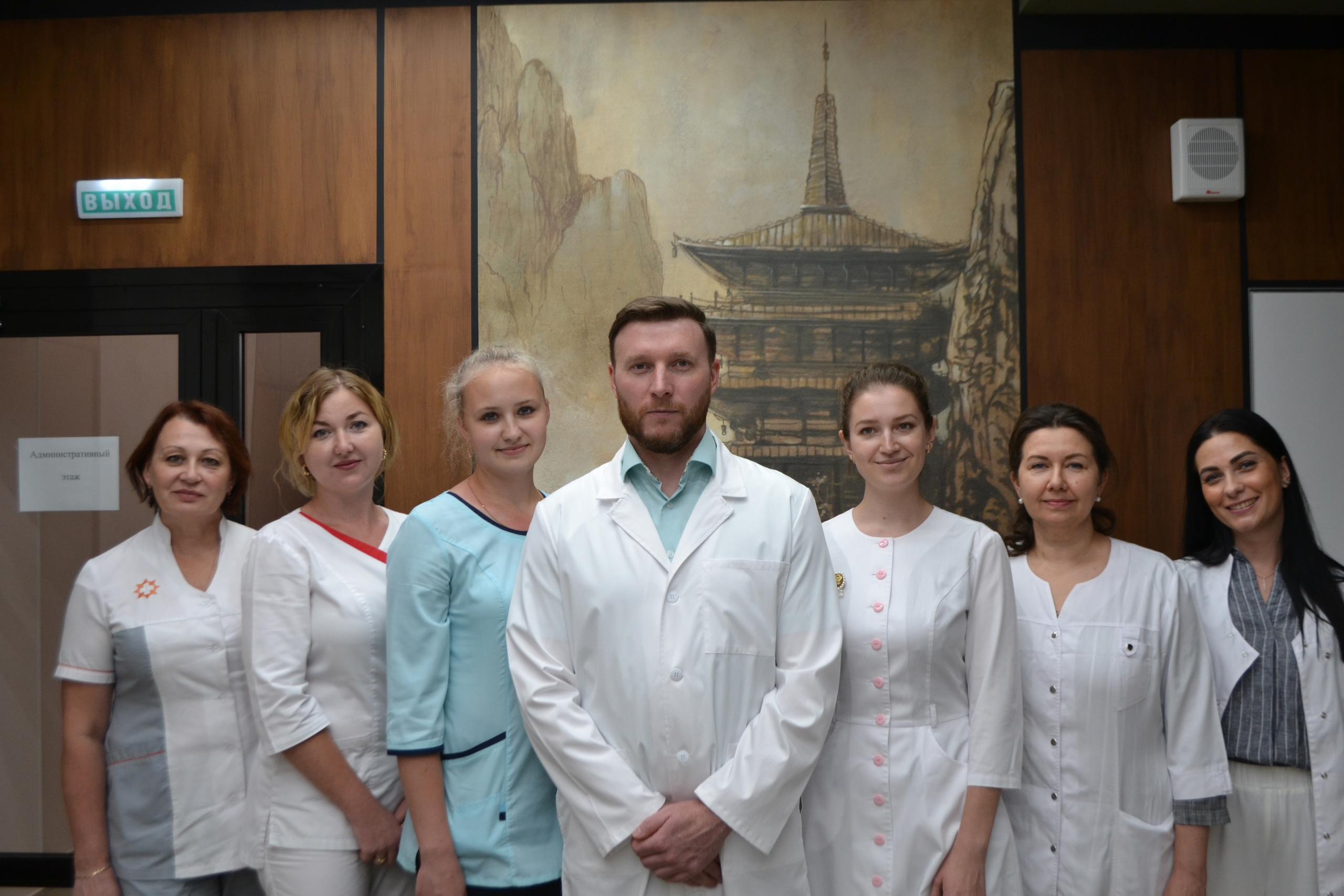
Открытие нового амбулаторно-поликлинического отделения
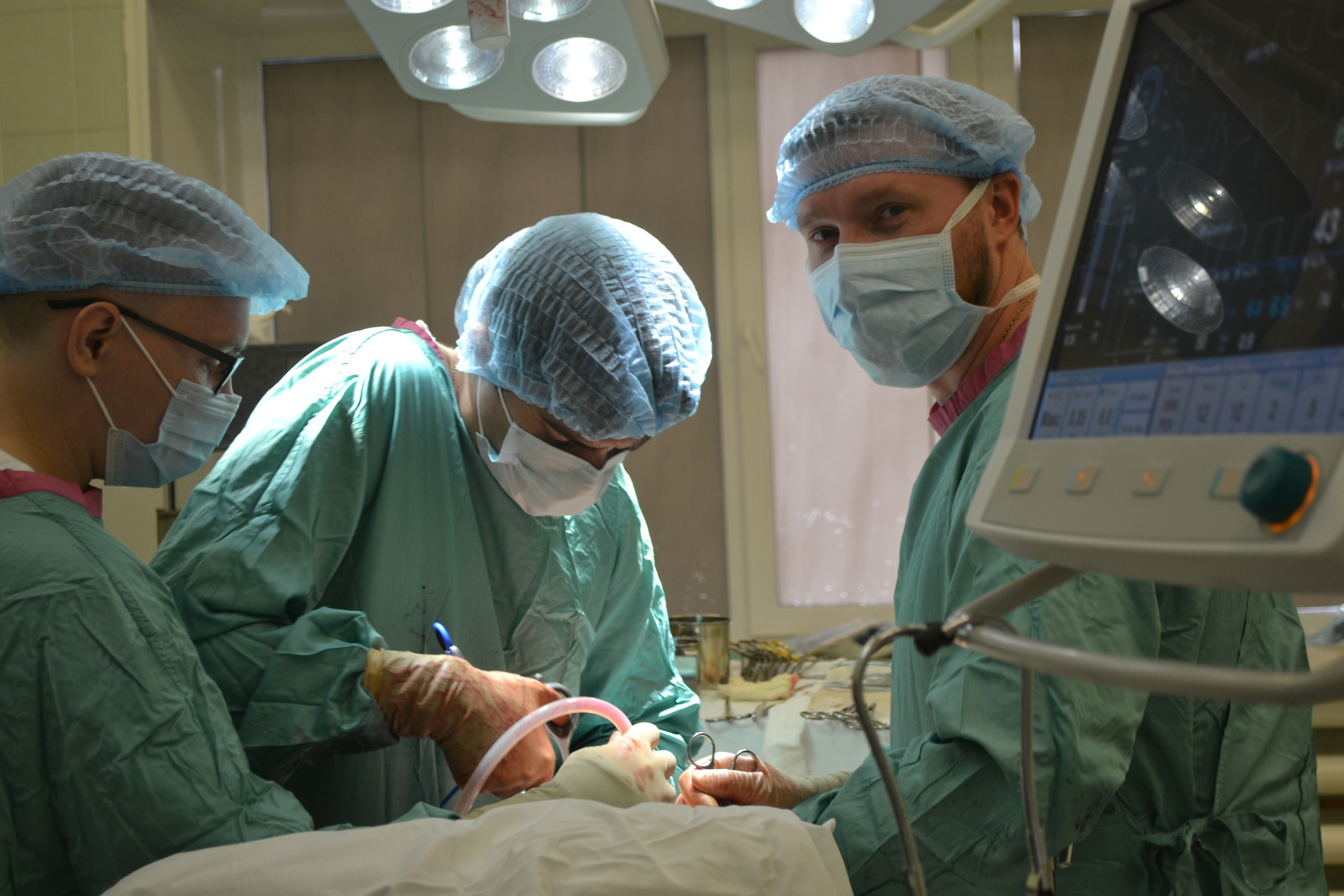
Операционная
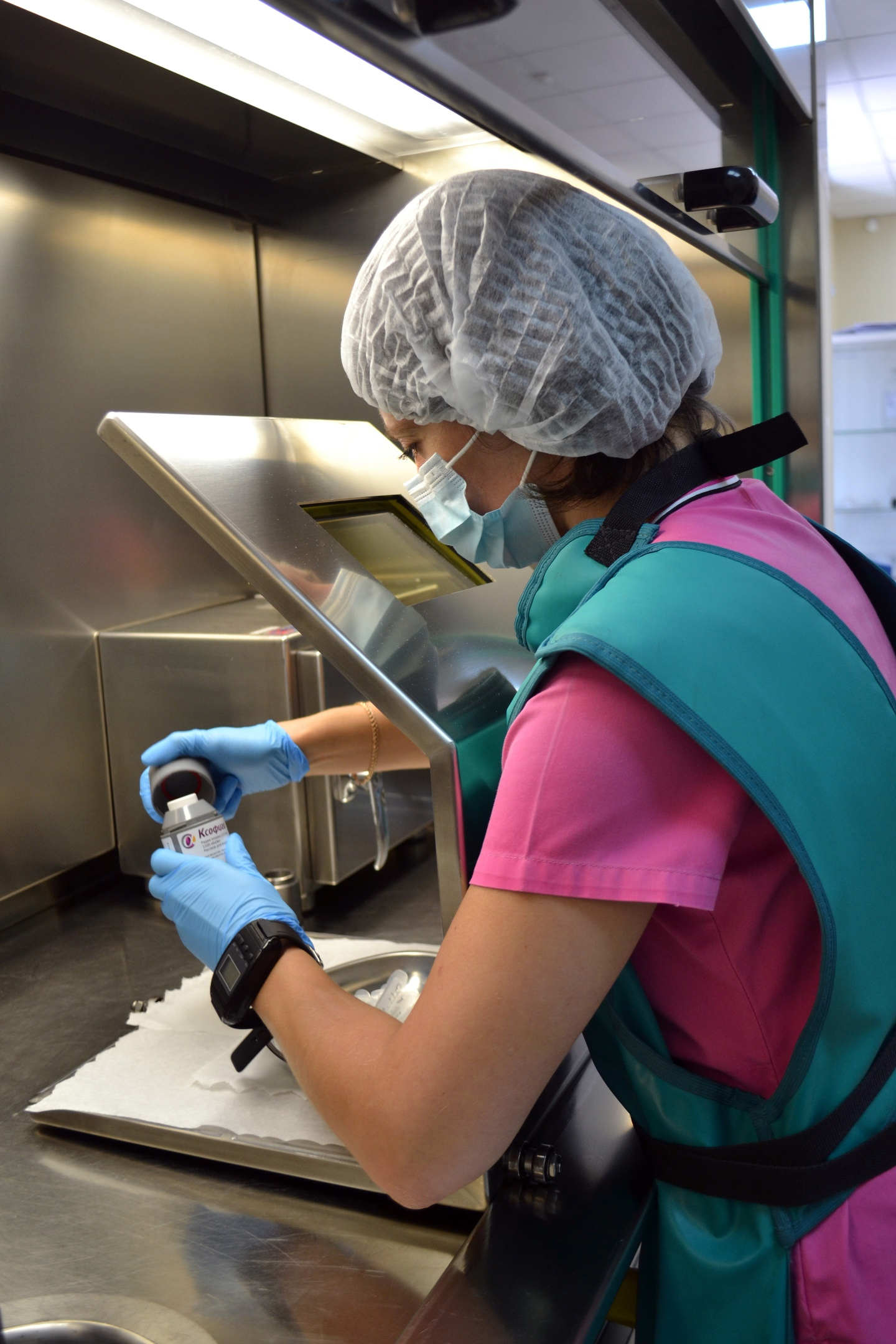
Работа с высокоактивными веществами
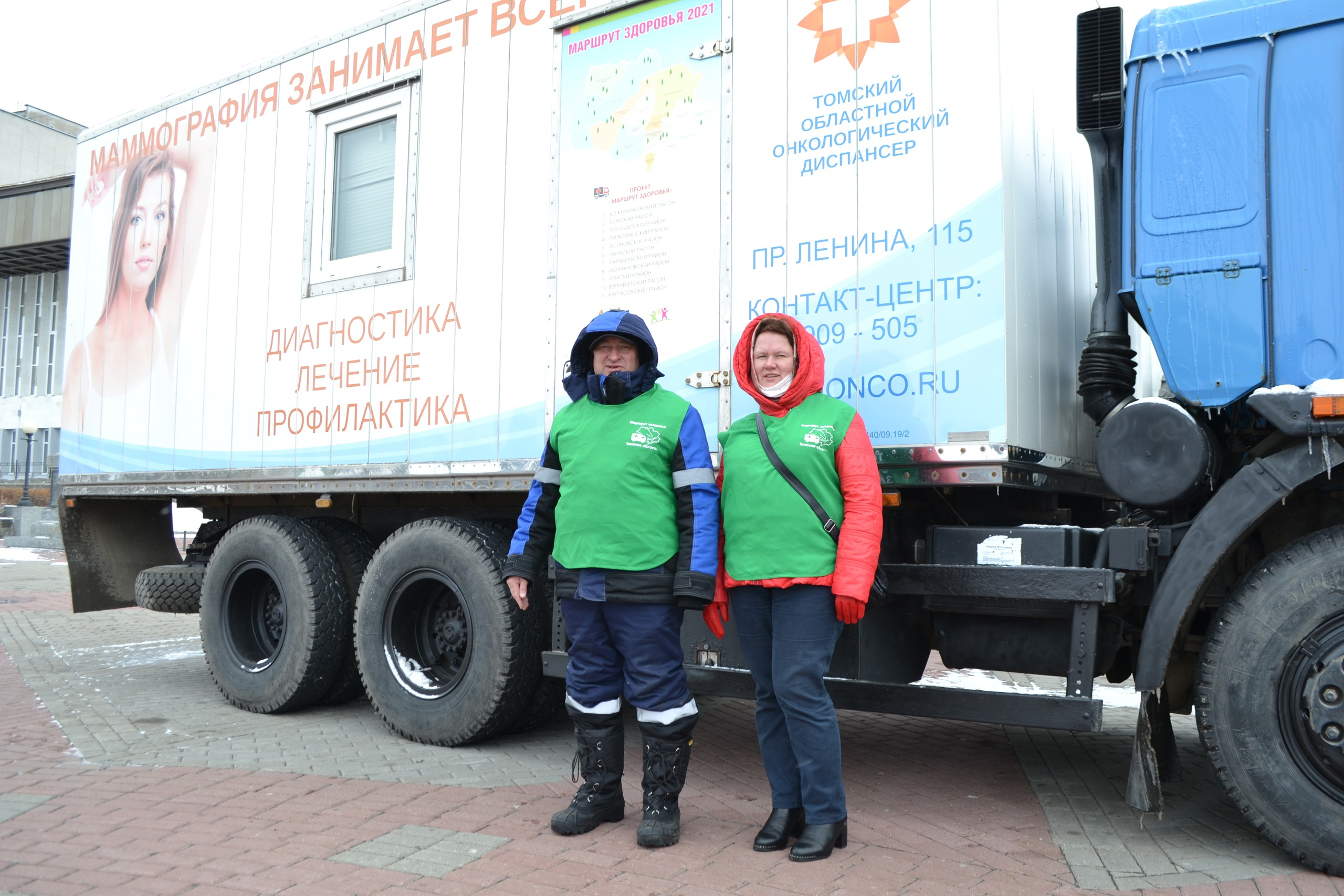
Передвижной маммографический комплекс онкодиспансера
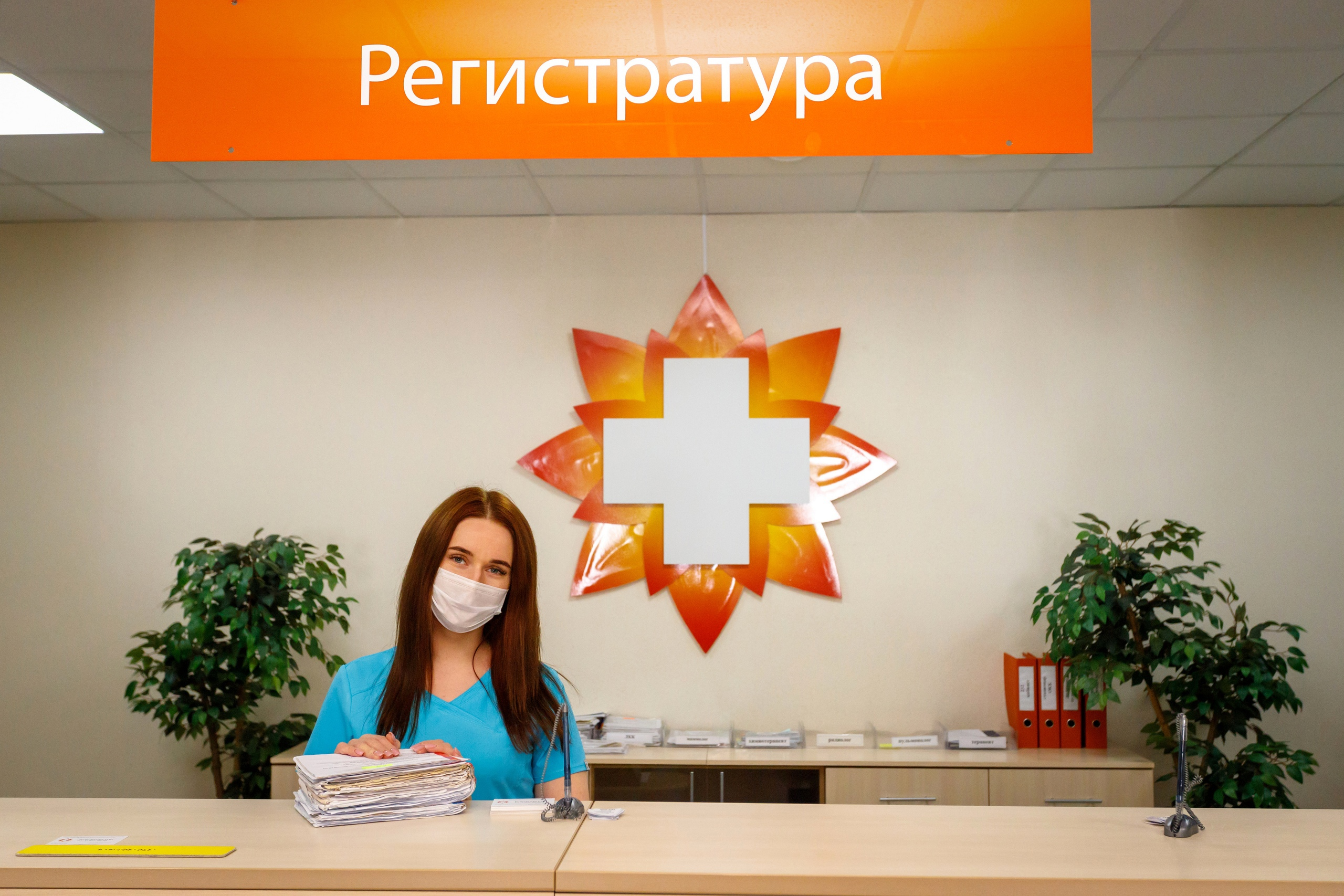
Регистратура
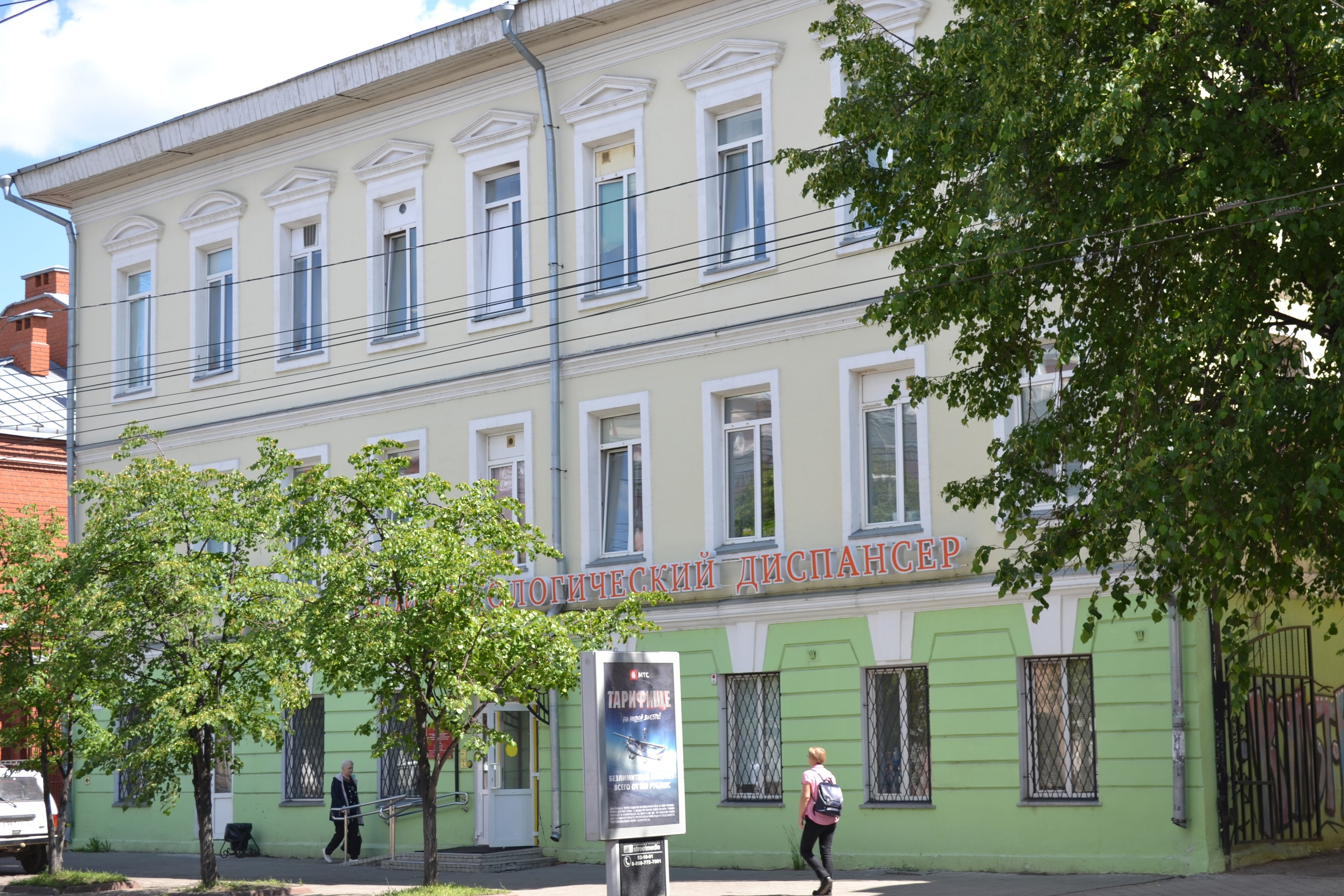
Главный корпус
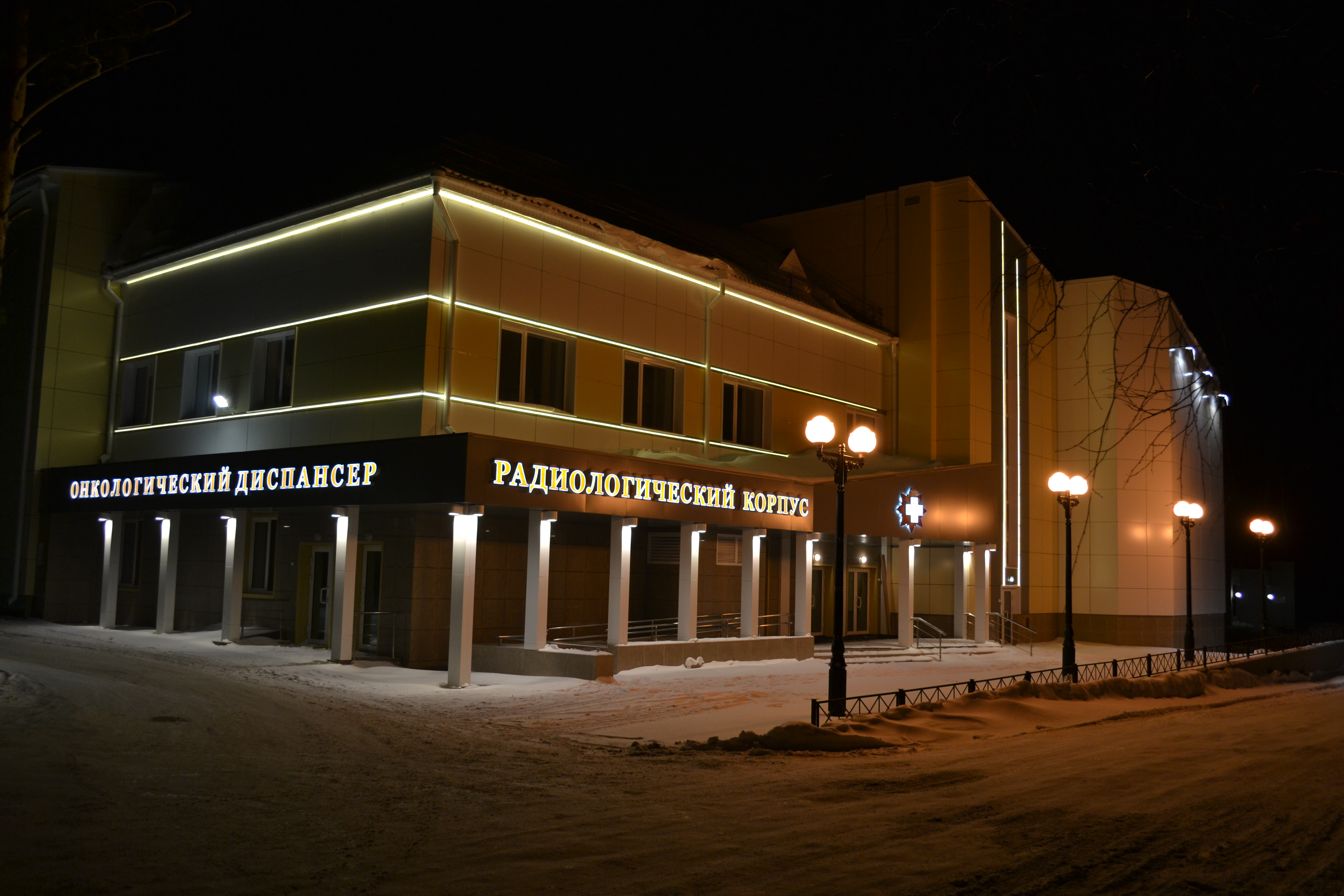
Радиологический корпус
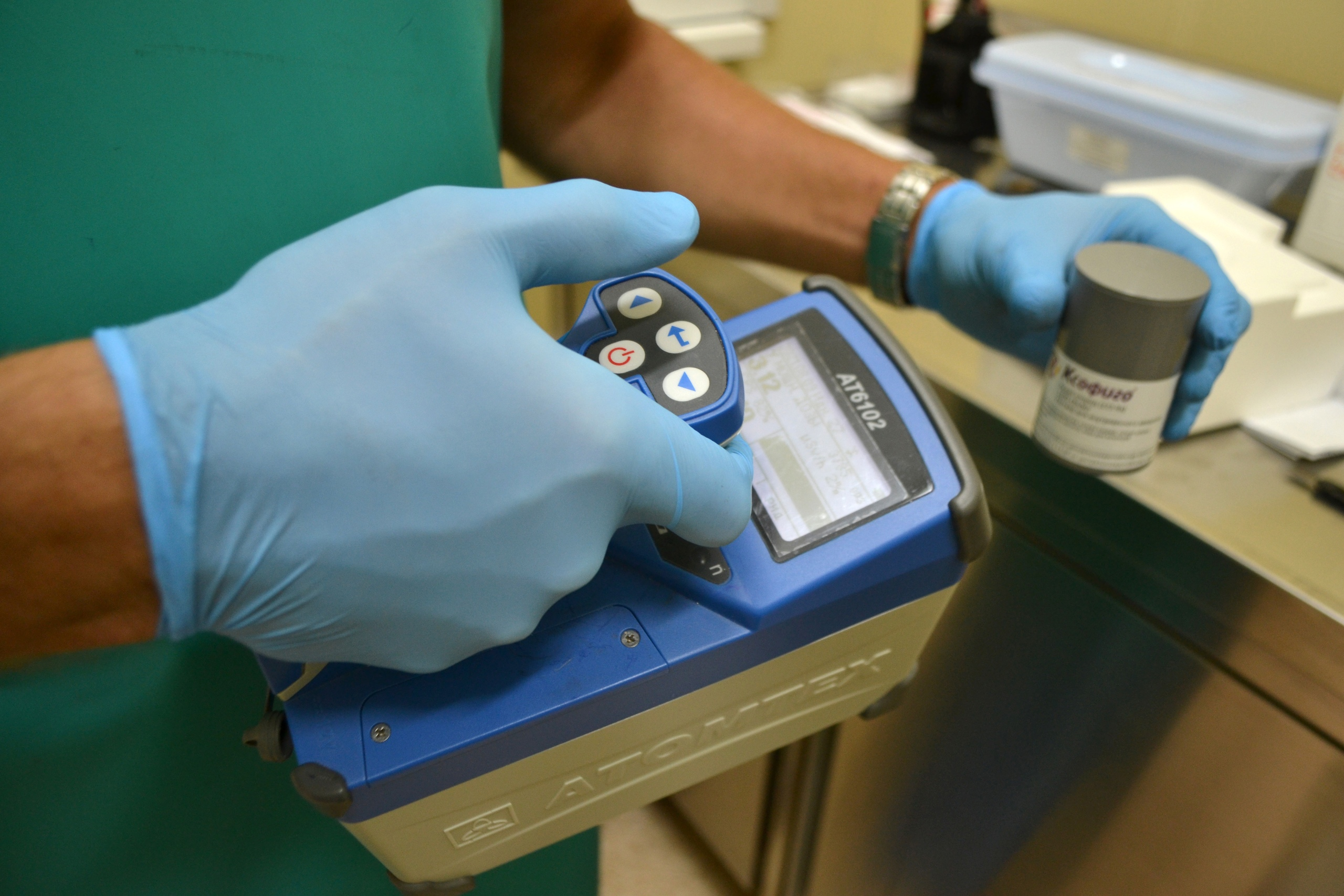
Измерение уровня излучения радиоактивных веществ

## Научные статьи
- ОСОБЕННОСТИ И ХАРАКТЕРИСТИКА ПОКАЗАТЕЛЕЙ ЗАБОЛЕВАЕМОСТИ РАКОМ ЩИТОВИДНОЙ ЖЕЛЕЗЫ У ЖИТЕЛЕЙ Г. ТОМСКА И ТОМСКОЙ ОБЛАСТИ
- ЭПИДЕМИОЛОГИЧЕСКИЕ АСПЕКТЫ ОСНОВНЫХ ЛОКАЛИЗАЦИЙ ГИНЕКОЛОГИЧЕСКОГО РАКА В ТОМСКОЙ ОБЛАСТИ
- ВЫЖИВАЕМОСТЬ БОЛЬНЫХ РАКОМ ЛЕГКОГО НА ТЕРРИТОРИИ ТОМСКОЙ ОБЛАСТИ (2004—2013 гг.)
- Global surveillance of trends in cancer survival 2000-14 (CONCORD-3): analysis of individual records for 37 513 025 patients diagnosed with one of 18 cancers from 322 population-based registries in 71 countries
- A cross-national perspective of migration and cancer: incidence of five major cancer types among resettlers from the former Soviet Union in Germany and ethnic Germans in Russia
- Состояние онкологической помощи населению административных центров Сибирского федерального округа